# Lévy Madinda
Lévy Clément Madinda (Libreville, Gabón, 22 de junio de 1992) es un futbolista gabonés. Juega como centrocampista y su equipo es el PS Barito Putera de Indonesia.

## Trayectoria
Debutó con el Celta de Vigo Primera División el 30 de marzo de 2013 en un encuentro contra el Fútbol Club Barcelona.
En junio de 2017 rescindió su contrato con el Celta de Vigo y ficha, por un periodo de 3 temporadas, por el Asteras Tripolis de Grecia.

## Selección nacional
Ha sido internacional con la selección de fútbol de Gabón en 52 ocasiones, consiguiendo seis goles. Fue convocado para la Copa Africana de Naciones 2012.
En julio de 2012 fue incluido en la lista de 18 jugadores que representaron a Gabón en el Torneo de Fútbol Masculino de los Juegos Olímpicos de Londres 2012.

### Goles como internacional
| # | Fecha      | Lugar                                 | Rival    | Gol | Resultado | Competición |
| - | ---------- | ------------------------------------- | -------- | --- | --------- | ----------- |
| 1 | 14-11-2012 | Estadio Omar Bongo, Libreville, Gabón | Portugal | 1-0 | 2-2       | Amistoso    |

## Clubes
| Club                        | País      | Año       | Partidos | Goles |
| --------------------------- | --------- | --------- | -------- | ----- |
| Stade Mandji                | Gabón     | 2009-2010 | 10       | 0     |
| R. C. Celta de Vigo Juvenil | España    | 2010-2011 |          |       |
| R. C. Celta de Vigo "B"     | España    | 2010-2013 | 56       | 4     |
| R. C. Celta de Vigo         | España    | 2013-2017 | 37       | 0     |
| Club Gimnàstic de Tarragona | España    | 2016-2017 | 52       | 1     |
| Asteras Tripolis            | Grecia    | 2017-2018 | 21       | 0     |
| Ümraniyespor                | Turquía   | 2018-2019 | 26       | 6     |
| Keçiörengücü                | Turquía   | 2019-2020 |          |       |
| Giresunspor                 | Turquía   | 2020-2021 |          |       |
| Sabah FA                    | Malasia   | 2021      |          |       |
| Johor Darul Takzim F. C.    | Malasia   | 2022-2023 |          |       |
| Negeri Sembilan (cedido)    | Malasia   | 2023      |          |       |
| Persib Bandung (cedido)     | Indonesia | 2023      |          |       |
| PS Barito Putera            | Indonesia | 2024-     |          |       |